# Residencia Villar
La Residencia Villar es el nombre correcto del llamado popular y  erróneamente “Palacio Haedo”. Es una gran mansión, de las más antiguas aun existentes en el entorno de la Plaza San Martín. A fines de la década de 1920 fue transformada en el palacete de estilo neogótico francés que es hoy propiedad de la Administración de Parques Nacionales.
La casa original, un pequeño castillo de dos torres, fue construida por 1883, diseñada por el ingeniero suizo Giuseppe Maraini para el hacendado entrerriano coronel Reinaldo Villar. Los cristales de la puerta de entrada, unos escalones más arriba de la puerta de calle, llevan sus iniciales.

## Historia

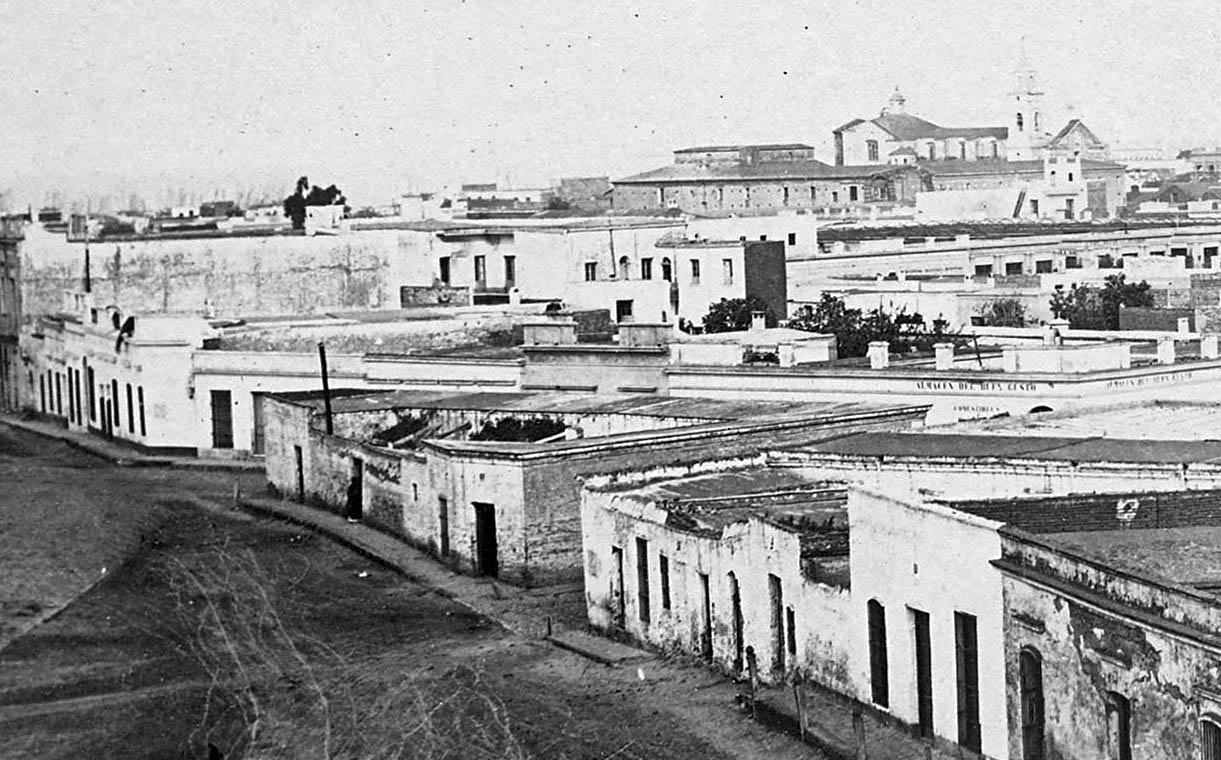
La casa de bajos de José B. Haedo, y sus varias entradas sobre Santa Fe.

En una curiosa manzana triangular limitada por las calles Sante Fe, Maipú y Marcelo T. de Alvear frente a la plaza San Martín, existía a mediados del Siglo XIX, una casa de bajos de varias habitaciones rodeando un patio central. Para 1870 pertenecía a José Braulio Haedo, quien las alquilaba a varios inquilinos. En el censo de 1869 aparece viviendo en San Fernando, de 60 años, soltero, propietario, con dos jóvenes sirvientes. La casa de bajos aparece en este mismo censo con diversos ocupantes: en Maipú 359 (numeración de la época), un artesano boliviano de 32 años llamado Emilio Corbera, y en Santa Fe 4, Francisco Arpe, un carnicero italiano.
José Braulio Haedo habría fallecido por 1873. El 18 de julio de 1881, como lo demuestra la correspondiente escritura, la casa de bajos fue vendida por sus herederos (su hermano Mariano F. Haedo y cuatro sobrinos) al hacendado entrerriano, coronel Reinaldo Villar. Según los domicilios consignados en el escrito, ninguno de los vendedores habitaba esa casa.
El origen de la errónea denominación “Haedo” fue una incorrecta interpretación de lo que se vendió en esa operación; varios autores creían que era el pequeño castillo diseñado por Maraini, cuando en realidad era la vieja casa de bajos. Lo confirma la escritura a folios 870 al listar las numeraciones de las entradas de la propiedad; menciona varias sobre Santa Fe, cuando el castillo tenía una sola sobre esa calle.
Don Reinaldo Villar falleció en 1910; su esposa, Cristina Casacuberta, hija del célebre actor porteño, había fallecido en 1908. A fines de la década de 1920, su hija Dominga Villar, apodada Numa, hizo transformar la casa en un castillo de estilo neogótico francés. El proyecto estuvo a cargo del arquitecto Fortunato A. Passeron y el ingeniero Martín Brizuela, quienes agregaron un piso y una mansarda, duplicando la altura original del edificio.
La señorita Villar falleció en noviembre de 1931. Tal vez debido a la crisis económica de esos años, el edificio fue hipotecado. En 1935 pasó a manos del Banco Popular Argentino en la ejecución seguida contra su sucesión.
La casa fue alquilada y ocupada ese año por la actual Administración de Parques Nacionales, la que finalmente la adquirió el 20 de octubre de 1942, operación realizada por la escribanía Castro y Ferrari. La mansarda sufrió otra reforma y perdió toda la crestería.
En 1999, una empresa privada ofertó al Ministerio de Economía una cifra para adquirir el edificio, ante lo cual los trabajadores de Parques Nacionales se movilizaron y evitaron la venta.

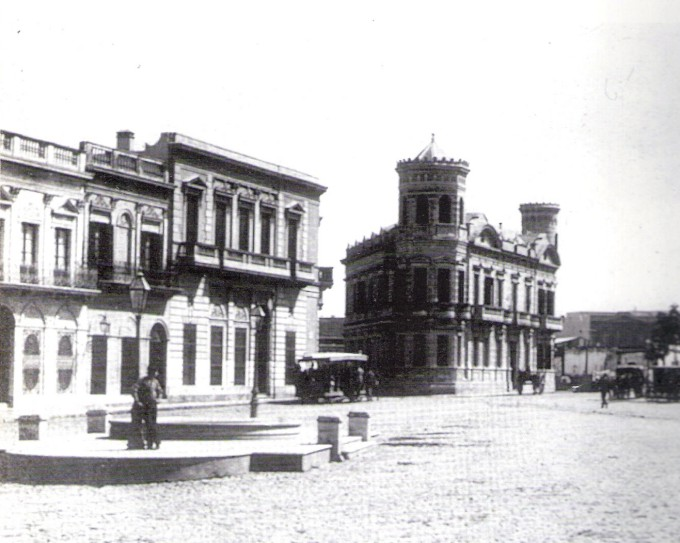
Aspecto original neorrenacentista (ca. 1890)

Pese a que en 2001 fue declarada Monumento Histórico Nacional por ley N.º 25.427, hace muchos años que está rodeada de andamios. Recién en agosto de 2013, luego de varios años de encontrarse deteriorado, el secretario de Obras Públicas de la Nación autorizó el llamado a Licitación para la puesta en valor del edificio.
Un artículo publicado en la página Argentina.gob.ar el 27 de mayo de 2021 describe la visita efectuada por Juan Cabandié, ministro de Ambiente y Desarrollo Sostenible de la Nación, para establecer «un cronograma de trabajo enfocado en las reformas y arreglos que requiere este emblemático edificio.» Perpetuando el mito, el cronista lo llamó «Palacio Haedo» y dijo que fue construido originalmente en 1870 para esa familia. Algo difícil de entender, cuando la Comisión Nacional de Monumentos, de Lugares y de Bienes Históricos, en el artículo de Juan Pablo Pekarek publicado en el libro Patrimonio Arquitectónico Argentino, la llama "Antigua residencia de Reinaldo Villar".

## Estilo
Fue construido en el estilo neorrenacentista italiano que estaba de moda en la segunda mitad del siglo XIX, antes de que se impusiera la influencia francesa, llegando al siglo XX. Poseía su fachada principal mirando a la calle Santa Fe, jerarquizada en las ochavas por torretas asimétricas.